# ジェファーソン山 (オレゴン州)
オレゴン州北西部のジェファーソン山（ジェファーソンさん、英語:Mount Jefferson）は標高3,199メートルの山。カスケード山脈に属し、オレゴン州では3,426mのフッド山に次ぐ第二峰。

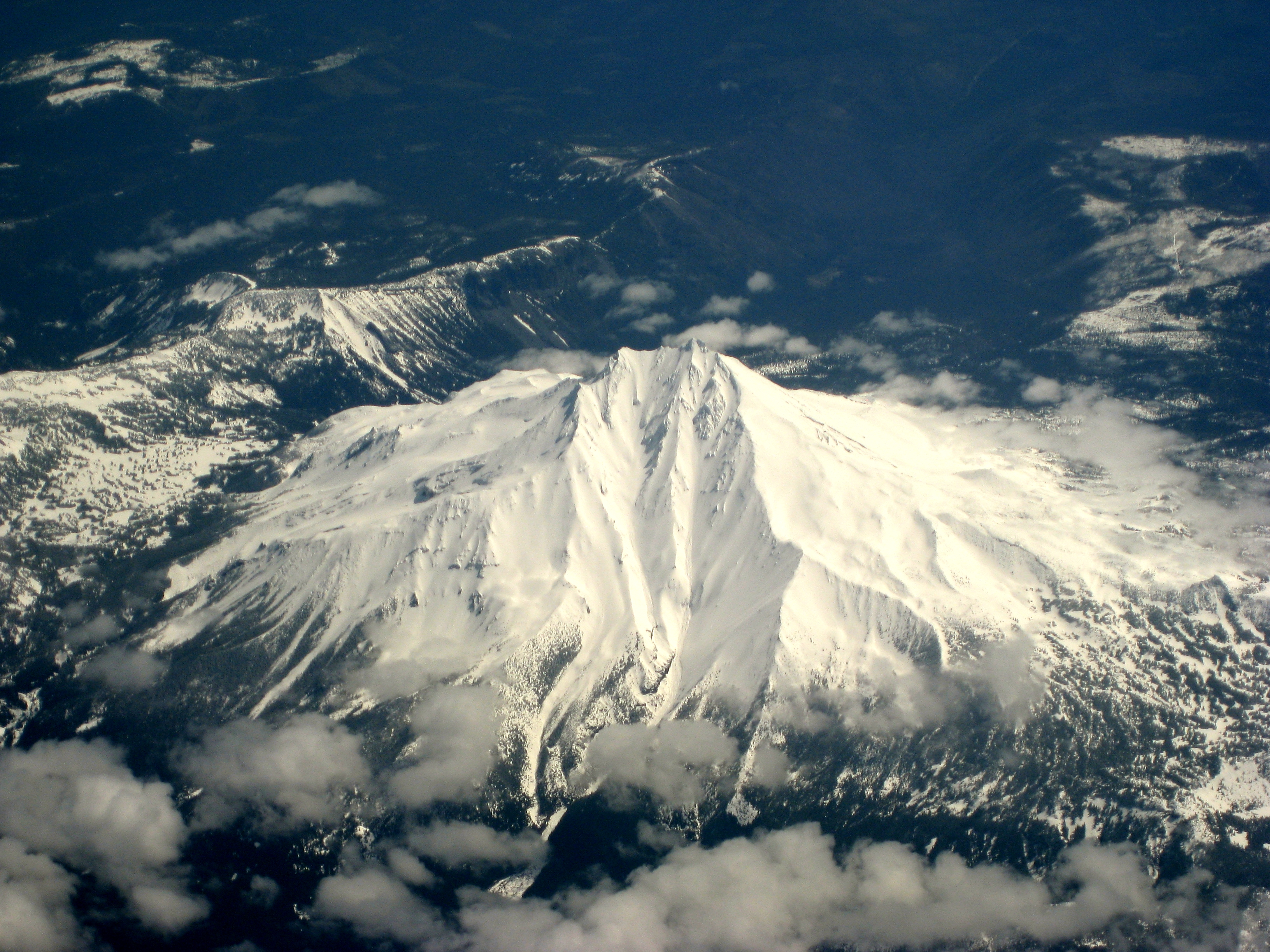
空撮

ジェファーソン山は、カスケード火山弧にあり、カスケード山脈の13の主要な火山の中心部に位置する火山の1つでもある。山体は円錐型の成層火山である。
当初はイギリス人によってバンクーバー山と呼ばれていた。アメリカ第3代大統領トマス・ジェファーソンが支援したルイス・クラーク探検隊が大統領に敬意を表してジェファーソン山と名づけた。なお、ネイティブ・アメリカンによる名称はSeekseekquaである。